# Johnson Toribiong
Johnson Toribiong (né le 22 juillet 1946 à Airai) est un homme politique paluan, président de la république des Palaos du 15 janvier 2009 au 17 janvier 2013.
Avocat de formation, ancien ambassadeur des Palaos à Taïwan, il se présente à l’élection présidentielle de 2008. Au second tour, il gagne le scrutin qui l’oppose à Elias Camsek Chin, alors vice-président de Tommy Remengesau. Il est investi le 15 janvier 2009 avec pour vice-président Kerai Mariur.

## Biographie
Toribiong est né à Airai, l'un des états de Palau. Il fréquente le Collège de Guam de 1965 à 1966 et obtient un doctorat en droit (1972) et une maîtrise en droit (1973) de la University of Washington School of Law.
Il est ambassadeur des Palaos à Taïwan de 2001 à 2008.
Il se présente aux élections présidentielles de 1992 ; il recueille 3 188 voix, contre 2 084 pour le titulaire sortant Ngimatkel Etpison et 3 125 pour son rival Kuniwo Nakamura ; Toutefois, aucun candidat n'ayant recueilli plus de 50% des suffrages, Nakamura et Toribiong s'affrontent à un second tour, lors duquel Toribiong est battu.
Toribiong est candidat à la présidence des Palaos lors de l'élection présidentielle de novembre 2008. Son vice-président à la vice-présidence est Kerai Mariur, délégué au Congrès national des Palaos. Elias Camsek Chin, vice-président sortant des Palaos, est opposé à Toribiong.
Toribiong mène au décompte des votes non officiel et précoce avec 1 629 voix contre 1 499 pour Chin et Toribiong bat Chin lors de l'élection.
Toribiong prête serment à la présidence de Palau le 15 janvier 2009.

## Source
- (en) Cet article est partiellement ou en totalité issu de l’article de Wikipédia en anglais intitulé « Johnson Toribiong » (voir la liste des auteurs).